# Hugo Morais
Pour les articles homonymes, voir Morais.
Hugo Eduardo dos Santos Morais est un footballeur portugais né le 12 février 1978 à Lisbonne. Il évolue au poste de milieu de terrain.

## Biographie
Hugo Morais joue principalement en faveur du CS Marítimo et du Leixões SC.
À l'issue de la saison 2009-2010, le joueur compte à son actif un total de 91 matchs en 1re division portugaise.

## Carrière
- 1996-1997 : Futebol Benfica  Portugal
- 1997-1998 : Casa Pia  Portugal
- 1998-1999 : SU Sintrense  Portugal
- 1999-2001 : CS Marítimo  Portugal
- 2001-2002 : AD Camacha  Portugal
- 2002-2003 : CS Marítimo  Portugal
- 2003-2004 : Clube de Futebol União  Portugal
- 2004-2005 : CS Marítimo  Portugal
- 2004-2005 : Deportivo Aves  Portugal
- 2005-2006 : Futebol Clube Barreirense  Portugal
- 2006-2010 : Leixões SC  Portugal
- 2010-2011 : Académica Coimbra  Portugal[1],[2]

## Statistiques
À l'issue de la saison 2009-2010
- 91 matchs et 12 buts en 1re division portugaise
- 116 matchs et 11 buts en 2e division portugaise